# The Grimm Who Stole Christmas
The Grimm Who Stole Christmas (conocido como El grimm que se robó la Navidad en América hispana y El grimm que robó la Navidad en España) es el séptimo episodio de la cuarta temporada de la serie de televisión estadounidense de drama-sobrenatural y policíaca: Grimm. El guion principal del episodio fue escrito por Dan E. Fesman, mientras que la dirección general estuvo a cargo de John Gray. 
El episodio se transmitió originalmente el 5 de diciembre del año 2015 por la cadena de televisión NBC. Mientras que en América Latina el episodio se estrenó el 22 de diciembre del mismo año por el canal Universal Channel.
Es Navidad y una pareja se despierta al sentir que alguien entró a su casa. Al bajar, el hombre ve a unos pequeños hombrecillos de ojos amarillos, destruyéndolo todo antes de atacarlo. Nick y Hank descubren que son niños kallikantzaroi, un tipo de transformación hormonal que sufren a veces los adolescentes Índole Gentile. Por su parte Truble se despide de Nick y decide seguir el curso de su vida, ayudando a Josh a volver a Pensilvania, mientras que Juliette parece ser que está embarazada. El grupo de wesen violentos que amenazan a Monroe y  Rosalee, parece estar preparando un ataque.

## Título y epígrafe
El título "The Grimm Who Stole Christmas" (literalmente "El Grimm que se Robó la Navidad") es un juego de palabras con el título del célebre libro infantil "How the Grinch Stole Christmas" (literalmente "Cómo el Grinch se Robó la Navidad"), escrito por Theodor Seuss Geisel en 1957. Adicionalmente el título juega con la expresión "stole" ("robó") y "stollen" (pan dulce alemán), debido a que los kallikantzaroi que aparecen en el episodio y que actúan a la manera de grinchs, solo se calman comiendo stollen.
El epígrafe del capítulo es una frase tomada del cuento A Christmas Carol (Villancico de Navidad) del escritor estadounidense Charles Dickens, publicado en 1843:

Versión original en inglés
I have but to swallow this, and be for the rest of my days persecuted by a legion of goblins, all of my own creation. Humbug, I'll tell you; humbug!.
Emisiones en español
HispanoaméricaNo tengo más que tragar esto y ser perseguido para el resto de mis días por una legión de duendes, todos de mi propia creación. ¡Paparruchadas, ya te digo, paparruchadas!
EspañaSolo tengo que tragármelo y el resto de mis días me veré perseguido por una legión de diablos, todos de mi propia creación. ¡Tonterías, eso es lo que te digo, tonterías!

La frase la pronuncia el protagonista del conocido relato, Ebinizer Scrooge, e incluye su característica expresión "humbug" -sin traducción precisa en español aunque cercana a "pamplinas", "paparruchadas" o "truchada"- y especialmente "¡Bah humbug!", que forman parte del léxico tradicional inglés.

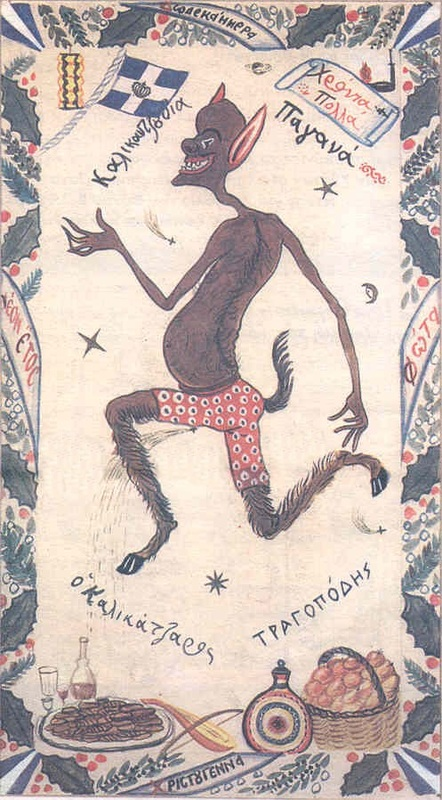
El episodio recurre a la leyenda griega del kallikatzaros.

## Argumento
Es Navidad y una pareja se despierta al sentir que alguien entró a su casa. Al bajar, el hombre ve a unos pequeños hombrecillos de ojos amarillos, destruyéndolo todo antes de atacarlo. Otras casas sufren ataques similares.  Investigando en los manuscritos familiares, Nick y Hank descubren que los dibujos de los hombrecillos realizados por las víctimas, coinciden con un tipo de duendes griegos llamados kallikantzaroi, que en realidad se trata de un tipo de transformación hormonal que sufren a veces los adolescentes Índole Gentile. Aprenden también que los kallikantzaroi tienen debilidad por los stollen, un tradicional pan dulce alemán que se come principalmente en Navidad, y que evita que los kallikantzaroi se enfurezcan. Analizando el lugar en que sucedieron los ataques, se dan cuenta de que todos están cerca de una iglesia griega ortodoxa, donde finalmente terminan encontrando a los tres niños, que forman parte del coro de Navidad. Nick compra un camión de stollen y así termina controlando a los niños kallikantzaroi.

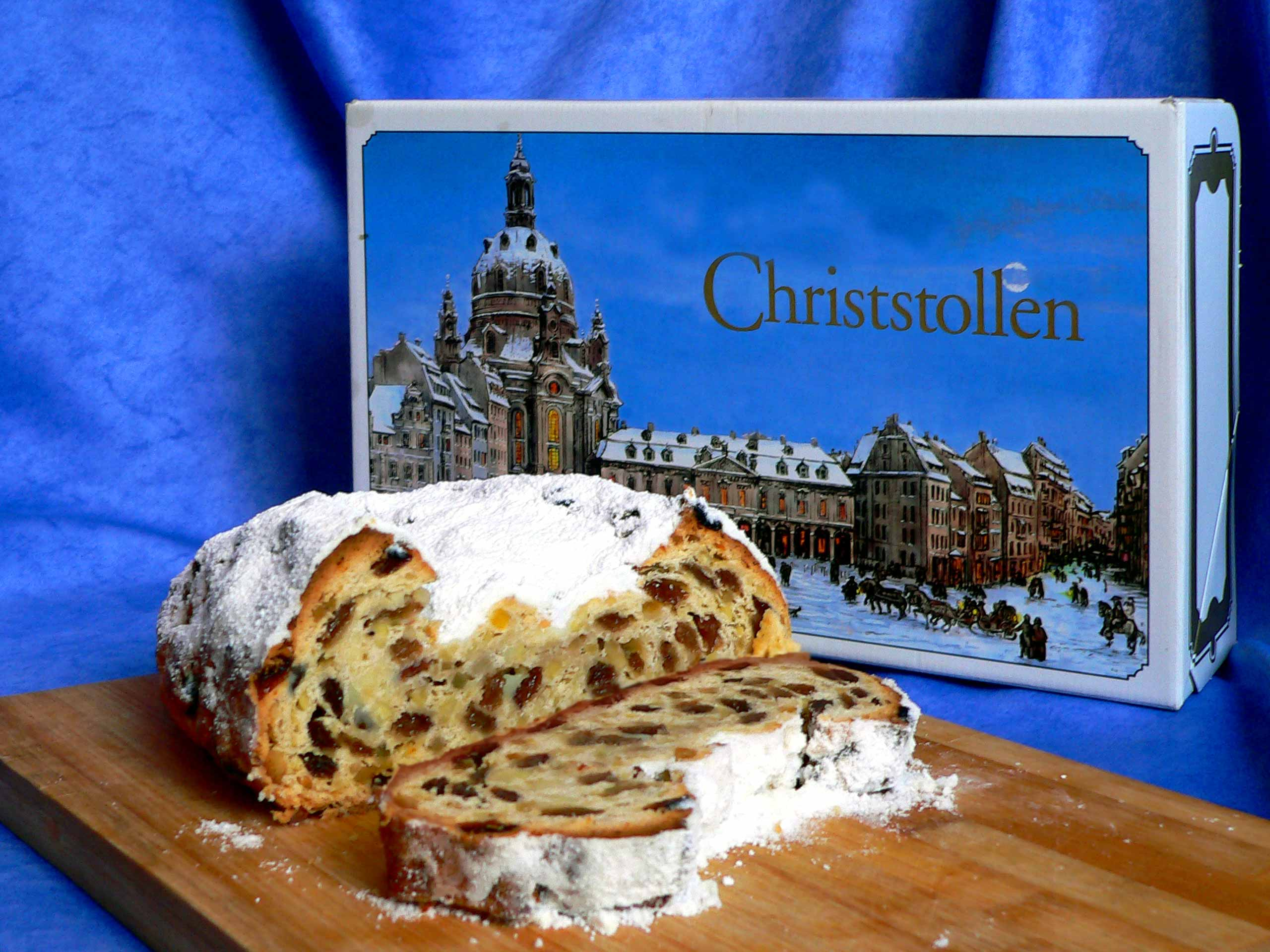
Stollen alemán navideño, utilizado en la serie para controlar a los niños kallikantzaroi.

Por su parte Truble se despide de Nick y decide seguir el curso de su vida, ayudando a Josh a volver a Pensilvania, mientras que Juliette podría haber quedado embarazada cuando había tomado la forma de Adalind. 
El grupo de wesen violentos que amenazan a Monroe y Rosalee, parece estar preparando un ataque. El sargento Wu está cada vez más convencido de que Nick y Hank conocen la verdad sobre los monstruos que siguen apareciendo en los casos.

## Elenco regular
- David Giuntoli como Nick Burkhardt.
- Russell Hornsby como Hank Griffin.
- Bitsie Tulloch como Juliette Silverton.
- Silas Weir Mitchell como Monroe.
- Sasha Roiz como el capitán Renard.
- Bree Turner como Rosalee Calvert.
- Claire Coffee como Adalind Schade.
- Reggie Lee como el sargento Wu.